# Konrad Kellen
Konrad Kellen (eigentlich Konrad Moritz Adolf Katzenellenbogen; * 14. Dezember 1913 in Berlin-Tiergarten; † 8. April 2007 in Pacific Palisades) war ein deutsch-amerikanischer Politologe.

## Leben
Konrad Kellen kam als Sohn des Industriellen Ludwig Katzenellenbogen und seiner Frau Estella, geborene Marcuse, in Berlin zur Welt. Er studierte Rechtswissenschaft an der Ludwig-Maximilians-Universität München. Nach seiner Emigration 1933 arbeitete er in Los Angeles von 1941 bis 1943 als Thomas Manns Privatsekretär. Während des Zweiten Weltkrieges nahm er als amerikanischer Offizier in der psychologischen Kriegsführung am Krieg teil, nach dem Krieg war er im Rahmen der Entnazifizierung in Deutschland Besatzungsoffizier. Später kehrte er in die USA zurück und wirkte als Politikwissenschaftler in der Rand Corporation.

## Werke
- Konrad Kellen: Katzenellenbogen. Erinnerungen an Deutschland. edition selene, Wien 2003, ISBN 3-85266-202-8[2]
- Konrad Kellen: Mein Boss, der Zauberer.Thomas Manns Sekretär erzählt, Rowohlt, Reinbek bei Hamburg 2011, ISBN 3-498-03537-1
- Die Deutschen verdanken Thomas Mann vielmehr, als sie glauben – Gespräch mit Ludger Bült, 55 Minuten, Ursendung: 1. Juni 2000, MDR Kultur
- Weitere Schriften bei Rand Corp.